# Coupe du monde de luge 2018-2019
Navigation
Édition précédente Édition suivante
La coupe du monde de luge 2018-2019 est la 42e édition de la Coupe du monde de luge, compétition de luge organisée annuellement par la Fédération internationale de luge.
Elle se déroule entre le 24 novembre 2018 et le 24 février 2019 sur 9 étapes organisées en Europe et en Amérique du Nord.
Les vainqueurs du classement général hommes, femmes et doubles se voient remettre un gros Globe de cristal tandis que les vainqueurs des épreuves sprint se voient remettre un petit Globe de cristal. 

## Programme de la saison
La saison commence sur la piste d'Ingls, près d'Innsbruck puis se poursuit en Amérique du Nord avec deux épreuves au Canada et une aux États-Unis. Après les fêtes de fin d'année, la coupe du monde revient en Europe, avec notamment trois étapes allemandes, avant de s'achever à Sotchi, en Russie.
| \| Lake Placid Calgary Whistler \| Sites des compétitions en Amérique du Nord. |
| Lake Placid Calgary Whistler                                                   |

| Lake Placid Calgary Whistler |

| \| Altenberg Königssee Innsbruck Oberhof Sigulda Sotchi \| Sites des compétitions en Europe. |
| Altenberg Königssee Innsbruck Oberhof Sigulda Sotchi                                         |

| Altenberg Königssee Innsbruck Oberhof Sigulda Sotchi |

Lors de ces 9 week-end de compétition, une épreuve individuelle masculine, une épreuve individuelle féminine et une épreuve en double masculine sont organisées. Pour compléter ces épreuves viennent s'ajouter soit des épreuves sprints organisés dans ces mêmes catégories sur une seule manche, soit un relais par nation composé de ces trois épreuves.

## Attribution des points
Les manches de Coupe du monde donnent lieu à l'attribution de points, dont le total détermine le classement général de la Coupe du monde.
Ces points sont attribués selon cette répartition :
| Place  | 1   | 2  | 3  | 4  | 5  | 6  | 7  | 8  | 9  | 10 | 11 | 12 | 13 | 14 | 15 | 16 | 17 | 18 | 19 | 20 | 21 | 22 | 23 | 24 | 25 | 26 | 27 | 28 | 29 |
| ------ | --- | -- | -- | -- | -- | -- | -- | -- | -- | -- | -- | -- | -- | -- | -- | -- | -- | -- | -- | -- | -- | -- | -- | -- | -- | -- | -- | -- | -- |
| Points | 100 | 85 | 70 | 60 | 55 | 50 | 46 | 42 | 39 | 36 | 34 | 32 | 30 | 28 | 26 | 25 | 24 | 23 | 22 | 21 | 20 | 19 | 18 | 17 | 16 | 15 | 14 | 13 | 12 |

## Classements généraux[3]
| Rang | Nom                 | Points |
| ---- | ------------------- | ------ |
| 1    | Semen Pavlichenko   | 788    |
| 2    | Roman Repilov       | 718    |
| 3    | Felix Loch          | 685    |
| 4    | Johannes Ludwig     | 666    |
| 5    | Dominik Fischnaller | 623    |

| Rang | Nom                 | Moyen.    |
| ---- | ------------------- | --------- |
| 1    | Roman Repilov       | 01:40.877 |
| 2    | Semen Pavlichenko   | 01:40.886 |
| 3    | Felix Loch          | 01:41.126 |
| 4    | Johannes Ludwig     | 01:41.169 |
| 5    | Dominik Fischnaller | 01:41.225 |

| Rang | Nom                  | Points |
| ---- | -------------------- | ------ |
| 1    | Natalie Geisenberger | 1052   |
| 2    | Julia Taubitz        | 793    |
| 3    | Summer Britcher      | 637    |
| 4    | dajana Eitberger     | 631    |
| 5    | Tatiana Ivanova      | 592    |

| Rang | Nom                  | Moyen.   |
| ---- | -------------------- | -------- |
| 1    | Natalie Geisenberger | 1:39.196 |
| 2    | Dajana Eitberger     | 1:39.337 |
| 3    | Summer Britcher      | 1:39.755 |
| 4    | Julia Taubitz        | 1:40.065 |
| 5    | Andrea Vötter        | 1:40.096 |

| Rang | Nom                  | Points |
| ---- | -------------------- | ------ |
| 1    | Eggert / Benecken    | 1050   |
| 2    | Steu / Koller        | 817    |
| 3    | Wendl / Arlt         | 790    |
| 4    | Šics / Šics          | 731    |
| 5    | Yuzhakov / Prokhorov | 562    |

| Rang | Nom                  | Moyen.   |
| ---- | -------------------- | -------- |
| 1    | Eggert / Benecken    | 1:39.033 |
| 2    | Steu / Koller        | 1:39.226 |
| 3    | Šics / Šics          | 1:39.245 |
| 4    | Wendl / Arlt         | 1:39.590 |
| 5    | Yuzhakov / Prokhorov | 1:39.932 |

| Rang | Nom        | Points |
| ---- | ---------- | ------ |
| 1    | Allemagne  | 525    |
| 2    | Russie     | 455    |
| 3    | Lettonie   | 410    |
| 4    | Autriche   | 316    |
| 5    | États-Unis | 315    |

## Calendrier et podiums
| 1. Innsbruck (24 et 25 novembre 2018) |                           |                                   |                                   |
| Épreuve                               | Vainqueur                 | Deuxième                          | Troisième                         |
| Hommes                                | Johannes Ludwig           | Dominik Fischnaller               | Wolfgang Kindl                    |
| Femmes                                | Natalie Geisenberger      | Julia Taubitz                     | Tatjana Hüfner                    |
| Doubles                               | Thomas Steu Lorenz Koller | Toni Eggert Sascha Benecken       | Vladislav Yuzhakov Juri Prochorow |
| Sprint Hommes                         | Wolfgang Kindl            | Alexander Gorbazewitsch           | Felix Loch                        |
| Sprint Femmes                         | Natalie Geisenberger      | Julia Taubitz                     | Dajana Eitberger                  |
| Sprint Doubles                        | Thomas Steu Lorenz Koller | Vladislav Yuzhakov Juri Prochorov | Tobias Wendl Tobias Arlt          |

| 2. Whistler (30 novembre et 1er décembre 2018) |                                                                 |                                                                            |                                                                |
| Épreuve                                        | Vainqueur                                                       | Deuxième                                                                   | Troisième                                                      |
| Hommes                                         | Wolfgang Kindl                                                  | Felix Loch                                                                 | Reinhard Egger                                                 |
| Femmes                                         | Natalie Geisenberger                                            | Julia Taubitz                                                              | Emily Sweeney                                                  |
| Doubles                                        | Toni Eggert Sascha Benecken                                     | Robin Geueke David Gamm                                                    | Tobias Wendl Tobias Arlt                                       |
| Relais                                         | Russie- Tatiana Ivanova - Semen Pavlichenko - Kashkin-Korshunov | Allemagne- Natalie Geisenberger - Felix Loch - Toni Eggert-Sascha Benecken | Canada- Kyla Graham - Reid Watts - Tristan Walker-Justin Snith |

| 3. Calgary (7 et 8 décembre 2018) |                                                                  |                                                                           |                                                                       |
| Épreuve                           | Vainqueur                                                        | Deuxième                                                                  | Troisième                                                             |
| Hommes                            | Wolfgang Kindl                                                   | Roman Repilov                                                             | David Gleirscher                                                      |
| Femmes                            | Julia Taubitz                                                    | Natalie Geisenberger                                                      | Kimberley McRae                                                       |
| Doubles                           | Tobias Wendl Tobias Arlt                                         | Toni Eggert Sascha Benecken                                               | Thomas Steu Lorenz Koller                                             |
| Relais                            | Allemagne- Julia Taubitz - Felix Loch - Tobias Wendl-Tobias Arlt | États-Unis- Summer Britcher - Tucker West - Chris Mazdzer-Jayson Terdiman | Autriche- Birgit Platzer - Wolfgang Kindl - Thomas Steu-Lorenz Koller |

| 4. Lake Placid (15 et 16 décembre 2018) |                             |                               |                             |
| Épreuve                                 | Vainqueur                   | Deuxième                      | Troisième                   |
| Hommes                                  | Roman Repilov               | Johannes Ludwig               | Reinhard Egger              |
| Femmes                                  | Dajana Eitberger            | Natalie Geisenberger          | Julia Taubitz               |
| Doubles                                 | Toni Eggert Sascha Benecken | Tobias Wendl Tobias Arlt      | Thomas Steu Lorenz Koller   |
| Sprint Hommes                           | Roman Repilov               | Semen Pavlichenko             | Johannes Ludwig             |
| Sprint Femmes                           | Natalie Geisenberger        | Summer Britcher               | Julia Taubitz               |
| Sprint Doubles                          | Toni Eggert Sascha Benecken | Chris Mazdzer Jayson Terdiman | Tristan Walker Justin Snith |

| 5. Königssee (5 et 6 janvier 2019) |                                                                      |                                                                     |                                                                           |
| Épreuve                            | Vainqueur                                                            | Deuxième                                                            | Troisième                                                                 |
| Hommes                             | Reinhard Egger                                                       | Dominik Fischnaller                                                 | Sebastian Bley                                                            |
| Femmes                             | Julia Taubitz                                                        | Summer Britcher                                                     | Hannah Prock                                                              |
| Doubles                            | Toni Eggert Sascha Benecken                                          | Tobias Wendl Tobias Arlt                                            | Thomas Steu Lorenz Koller                                                 |
| Relais                             | Allemagne- Julia Taubitz - Sebastian Bley - Tobias Wendl-Tobias Arlt | Autriche- Hannah Prock - Reinhard Egger - Thomas Steu-Lorenz Koller | États-Unis- Summer Britcher - Tucker West - Chris Mazdzer-Jayson Terdiman |

| 6. Sigulda (12 et 13 janvier 2019) |                                                                      |                                                                  |                                                                            |
| Épreuve                            | Vainqueur                                                            | Deuxième                                                         | Troisième                                                                  |
| Hommes                             | Semen Pavlichenko                                                    | Aleksandr Gorbatcevich                                           | David Gleirscher                                                           |
| Femmes                             | Tatiana Ivanova                                                      | Natalie Geisenberger                                             | Summer Britcher                                                            |
| Doubles                            | Toni Eggert Sascha Benecken                                          | Oskars Gudramovičs Pēteris Kalniņš                               | Andris Šics Juris Šics                                                     |
| Relais                             | Lettonie- Kendija Aparjode - Kristers Aparjods - Gudramovičs-Kalniņš | Russie- Tatiana Ivanova - Semen Pavlichenko - Yuzhakov-Prochorov | Allemagne- Natalie Geisenberger - Felix Loch - Toni Eggert-Sascha Benecken |

|                                                                       |  |  |  |  |  |  |
| Winterberg Championnats du monde de luge 2019 (25 au 27 janvier 2019) |  |  |  |  |  |  |
|                                                                       |  |  |  |  |  |  |

| 7. Altenberg (2 et 3 février 2019) |                                                                                 |                                                                                 |                                                                                 |
| Épreuve                            | Vainqueur                                                                       | Deuxième                                                                        | Troisième                                                                       |
| Hommes                             | Felix Loch                                                                      | Reinhard Egger                                                                  | Johannes Ludwig                                                                 |
| Femmes                             | Sandra Robatscher                                                               | Natalie Geisenberger                                                            | Victoria Demchenko                                                              |
| Doubles                            | Thomas Steu Lorenz Koller                                                       | Toni Eggert Sascha Benecken                                                     | Andris Šics Juris Šics                                                          |
| Relais                             | Épreuve annulée dû aux mauvaises conditions météorologique et reportée à Sotchi | Épreuve annulée dû aux mauvaises conditions météorologique et reportée à Sotchi | Épreuve annulée dû aux mauvaises conditions météorologique et reportée à Sotchi |

| 8. Oberhof (9 et 10 février 2019) |                                                                           |                                                                              |                                                                    |
| Épreuve                           | Vainqueur                                                                 | Deuxième                                                                     | Troisième                                                          |
| Hommes                            | Semen Pavlichenko                                                         | Roman Repilov                                                                | Kristers Aparjods                                                  |
| Femmes                            | Natalie Geisenberger                                                      | Tatjana Hüfner                                                               | Dajana Eitberger                                                   |
| Doubles                           | Tobias Wendl Tobias Arlt                                                  | Toni Eggert Sascha Benecken                                                  | Andris Šics Juris Šics                                             |
| Relais                            | Italie- Andrea Vötter - Dominik Fischnaller - Ivan Nagler-Fabian Malleier | Allemagne- Natalie Geisenberger - Johannes Ludwig - Tobias Wendl-Tobias Arlt | Lettonie- Elīza Tīruma - Inārs Kivlenieks - Andris Šics-Juris Šics |

| 9. Sotchi (23 et 24 février 2019) |                                                                   |                                                                            |                                                                         |
| Épreuve                           | Vainqueur                                                         | Deuxième                                                                   | Troisième                                                               |
| Hommes                            | Semen Pavlichenko                                                 | Roman Repilov                                                              | Dominik Fischnaller                                                     |
| Femmes                            | Natalie Geisenberger                                              | Victoria Demchenko                                                         | Dajana Eitberger                                                        |
| Doubles                           | Aleksandr Denisyev Vladislav Antonov                              | Toni Eggert Sascha Benecken                                                | Vsevolod Kashkin Konstantin Korshunov                                   |
| Sprint Hommes                     | Semen Pavlichenko                                                 | Roman Repilov                                                              | Maksim Aravin                                                           |
| Sprint Femmes                     | Victoria Demchenko                                                | Dajana Eitberger                                                           | Natalie Geisenberger                                                    |
| Sprint Doubles                    | Aleksandr Denisyev Vladislav Antonov                              | Andris Šics Juris Šics                                                     | Toni Eggert Sascha Benecken                                             |
| Relais                            | Russie- Victoria Demchenko - Semen Pavlichenko - Antonov-Denisyev | Allemagne- Natalie Geisenberger - Felix Loch - Toni Eggert-Sascha Benecken | Lettonie- Kendija Aparjode - Kristers Aparjods - Andris Šics-Juris Šics |